# Agaporomorphus
Agaporomorphus là một chi bọ cánh cứng trong họ Dytiscidae.
Chi này được Zimmermann miêu tả khoa học năm 1921.

## Các loài
Các loài trong chi này gồm:
- Agaporomorphus dolichodactylus K.B.Miller, 2001
- Agaporomorphus grandisinuatus K.B.Miller, 2001
- Agaporomorphus knischi Zimmermann, 1921
- Agaporomorphus mecolobus K.B.Miller, 2001
- Agaporomorphus pereirai Guignot, 1957
- Agaporomorphus silvaticus K.B.Miller, 2005
- Agaporomorphus tambopatensis K.B.Miller, 2005